# Entomacrodus lemuria
Entomacrodus lemuria är en fiskart som beskrevs av Springer och Hans W. Fricke 2000. Entomacrodus lemuria ingår i släktet Entomacrodus och familjen Blenniidae. Inga underarter finns listade i Catalogue of Life.